# Lophostoma yasuni
Lophostoma yasuni é uma espécie de morcego da família Phyllostomidae. Endêmica do Equador, aonde é conhecida apenas da localização-tipo: Parque Nacional Yasuni, província de Orellana.